# Komenda Rejonu Uzupełnień Inowrocław

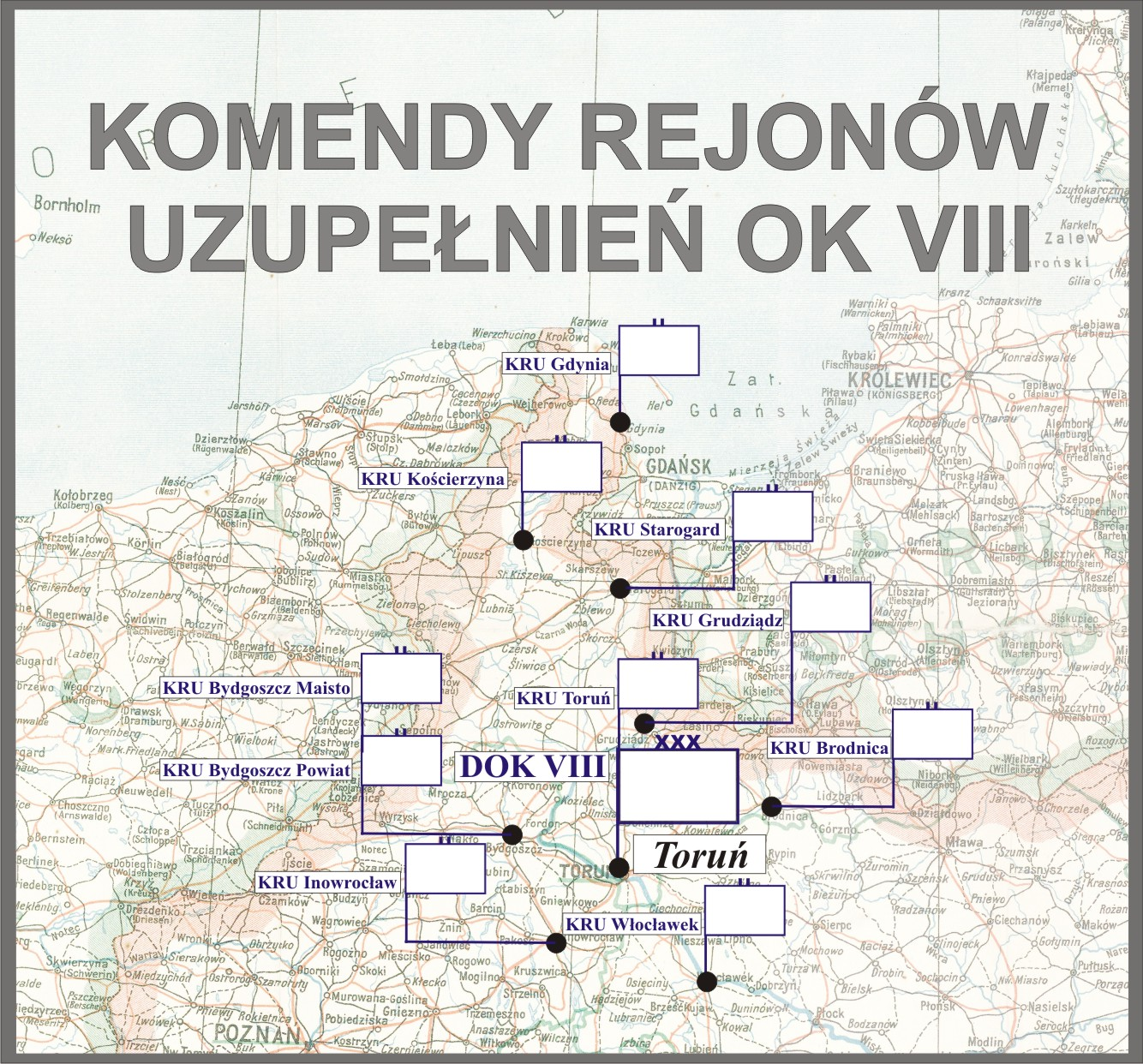
Komendy rejonów uzupełnień OK VIII

Komenda Rejonu Uzupełnień Inowrocław (KRU Inowrocław) – organ wojskowy właściwy w sprawach uzupełnień Sił Zbrojnych II Rzeczypospolitej i administracji rezerw w powierzonym mu rejonie.

## Historia komendy
21 lipca 1919 roku zostały ogłoszone: tymczasowy etat Inspekcji Obwodowych Komend Uzupełniających oraz tymczasowe etaty poszczególnych OKU w W. Ks. Poznańskim. Tym samym został anulowany tymczasowy etat Insp. OKU, zatwierdzony przez Naczelną Radę Ludową i ogłoszony 9 marca 1919 roku.
W czerwcu 1921 roku PKU Inowrocław podlegała Dowództwu Okręgu Generalnego „Poznań” i obejmowała swoją właściwością powiaty: inowrocławski, mogileński, strzelneński, szubiński i żniński. W tym samym roku, po wprowadzeniu nowego podziału terytorialnego kraju na okręgi korpusów oraz wprowadzeniu pokojowej organizacji służby poborowej, PKU Inowrocław została podporządkowana Dowództwu Okręgu Korpusu Nr VIII. Z jej dotychczasowego okręgu poborowego zostały wyłączone powiaty szubiński i żniński, które podporządkowano nowo powstałej PKU Szubin.
18 listopada 1924 roku weszła w życie ustawa z dnia 23 maja 1924 roku o powszechnym obowiązku służby wojskowej, a 15 kwietnia 1925 roku rozporządzenie wykonawcze ministra spraw wojskowych do tejże ustawy, wydane 21 marca tego roku wspólnie z ministrami: spraw wewnętrznych, zagranicznych, sprawiedliwości, skarbu, kolei, wyznań religijnych i oświecenia publicznego, rolnictwa i dóbr państwowych oraz przemysłu i handlu. Wydanie obu aktów prawnych wiązało się z przejęciem przez władze cywilne (administracji I instancji) większości zadań związanych z przygotowaniem i przeprowadzeniem poboru. Przekazanie większości zadań władzom cywilnym umożliwiło organom służby poborowej zajęcie się wyłącznie racjonalnym rozdziałem rekruta oraz ewidencją i administracją rezerw. Do tych zadań dostosowana została organizacja wewnętrzna powiatowych komend uzupełnień i ich składy osobowe. Poszczególne komendy różniły się między sobą składem osobowym w zależności od wielkości administrowanego terenu.
Zadania i nowa organizacja PKU określone zostały w wydanej 27 maja 1925 roku instrukcji organizacyjnej służby poborowej na stopie pokojowej. W skład PKU Inowrocław wchodziły trzy referaty: I) referat administracji rezerw, II) referat poborowy i referat inwalidzki. Nowa organizacja i obsada służby poborowej na stopie pokojowej według stanów osobowych L. O. I. Szt. Gen. 3477/Org. 25 została ogłoszona 4 lutego 1926 roku. Z tą chwilą zniesione zostały stanowiska oficerów ewidencyjnych.
12 marca 1926 roku została ogłoszona obsada personalna Przysposobienia Wojskowego, zatwierdzona rozkazem Dep. I L. 6000/26 przez pełniącego obowiązki szefa Sztabu Generalnego gen. dyw. Edmunda Kesslera, w imieniu ministra spraw wojskowych. Zgodnie z nową organizacją pokojową Przysposobienia Wojskowego zostały zlikwidowane stanowiska oficerów instrukcyjnych przy PKU, a w ich miejsce utworzone rozkazem Oddz. I Szt. Gen. L. 7600/Org. 25 stanowiska oficerów przysposobienia wojskowego w pułkach piechoty.
Od 1926 roku, obok ustawy o powszechnym obowiązku służby wojskowej i rozporządzeń wykonawczych do niej, działalność PKU Inowrocław normowała „Tymczasowa instrukcja służbowa dla PKU”, wprowadzona do użytku rozkazem MSWojsk. Dep. Piech. L. 100/26 Pob.
Z dniem 10 stycznia 1927 roku PKU Szubin została zlikwidowana, a powiaty wągrowiecki i żniński zostały ponownie podporządkowane PKU Inowrocław, która otrzymała skład osobowy typ II.
31 lipca 1931 roku gen. dyw. Kazimierz Fabrycy, w zastępstwie ministra spraw wojskowych, rozkazem B. Og. Org. 4031 Org. wprowadził zmiany w organizacji służby poborowej na stopie pokojowej. Zmiany te polegały między innymi na zamianie stanowisk oficerów administracji w PKU na stanowiska oficerów broni (piechoty) oraz zmniejszeniu składu osobowego PKU typ I–IV o jednego oficera i zwiększeniu o jednego urzędnika II kategorii. Liczba szeregowych zawodowych i niezawodowych oraz urzędników III kategorii i niższych funkcjonariuszy pozostała bez zmian.
1 kwietnia 1932 roku powiat strzelneński został zniesiony, a jego obszar włączony do powiatu mogileńskiego.
1 lipca 1938 roku weszła w życie nowa organizacja służby uzupełnień, zgodnie z którą dotychczasowa PKU Inowrocław została przemianowana na Komendę Rejonu Uzupełnień Inowrocław przy czym nazwa ta zaczęła obowiązywać 1 września 1938 roku, z chwilą wejścia w życie ustawy z dnia 9 kwietnia 1938 roku o powszechnym obowiązku wojskowym. Obok wspomnianej ustawy i rozporządzeń wykonawczych do niej, działalność KRU Inowrocław normowały przepisy służbowe MSWojsk. D.D.O. L. 500/Org. Tjn. Organizacja służby uzupełnień na stopie pokojowej z 13 czerwca 1938 roku. Zgodnie z tymi przepisami komenda rejonu uzupełnień była organem wykonawczym służby uzupełnień .
Komendant rejonu uzupełnień w sprawach dotyczących uzupełnień Sił Zbrojnych i administracji rezerw podlegał bezpośrednio dowódcy Okręgu Korpusu Nr VIII, który był okręgowym organem kierowniczym służby uzupełnień. Rejon uzupełnień nie uległ zmianie i nadal obejmował miasto Inowrocław oraz powiaty: inowrocławski, mogileński, wągrowiecki i żniński.
KRU Inowrocław była jednostką mobilizującą. Zgodnie z planem mobilizacyjnym „W” komendant RU był odpowiedzialny za przygotowanie i przeprowadzenie mobilizacji 3. i 4. kompanii baonu wartowniczego nr 82 oraz Polowej Składnicy Map nr 10. Gros baonu wartowniczego nr 82 (dowództwo, 1. i 2. kompania oraz pluton karabinów maszynowych) mobilizowała KRU Bydgoszcz Miasto. Pod względem mobilizacji materiałowej KRU Inowrocław przydzielona była do 59 pp. Cały batalion wartowniczy oraz Polowa Składnica Map nr 10 mobilizowała się w alarmie, w grupie jednostek oznaczonych kolorem niebieskim. Batalion pod względem ewidencyjnym należał do Ośrodka Zapasowego 15 Dywizji Piechoty. Dowódcą zmobilizowanego baonu był mjr piech. rez. Jan Sławiński.

## Obsada personalna
Poniżej przedstawiono wykaz oficerów zajmujących stanowisko komendanta Powiatowej Komendy Uzupełnień i komendanta rejonu uzupełnień oraz wykaz osób funkcyjnych (oficerów i urzędników wojskowych) pełniących służbę w PKU i KRU Inowrocław, z uwzględnieniem najważniejszych zmian organizacyjnych przeprowadzonych w 1926 i 1938 roku.
| Komendanci                              | Komendanci              | Komendanci                                                     |
| --------------------------------------- | ----------------------- | -------------------------------------------------------------- |
| Stopień, imię i nazwisko                | Okres pełnienia funkcji | Kolejne stanowisko (dalsze losy)                               |
| por. / rtm. Stanisław Brzeski           | 12 III – IX 1919        |                                                                |
| ppor. Duchnicki                         | od 5 IX 1919            |                                                                |
| mjr Alfred Kawecki                      | od 12 II 1920           | dowódca 14 pp                                                  |
| ppłk piech. Bronisław Antoni Kunstetter | 4 XII 1920 – 1921       |                                                                |
| mjr / ppłk piech. Roman Krzyżanowski    | 1923 – VII 1926         | komendant PKU Warszawa Miasto I                                |
| płk piech. Franciszek Kopeczny          | VII – IX 1926           | przeniesiony służbowo do PKU Warszawa Miasto III na 6 miesięcy |
| mjr / ppłk piech. Wilhelm Hörl          | IX 1926 – X 1935        | szef Wydziału Uzup. Dep. Uzup. MSWojsk.                        |
| ppłk art. Tadeusz Bogdanowicz           | XI 1935 – XI 1937       | p.o. dowódcy OPL Rejonu Przemysłowego Radom                    |
| mjr piech. Jan Ferdynand Stettner       | XI 1937 – 1939          | od IX 1939 w niewoli, w Oflagu VII A Murnau                    |
| mjr piech. Jan Zagłoba-Smoleński        | do 31 VIII 1939         | dowódca Kaszubskiego Baonu ON, †18 IX 1939                     |

| Obsada pozostałych stanowisk funkcyjnych PKU w latach 1921–1925 | Obsada pozostałych stanowisk funkcyjnych PKU w latach 1921–1925 | Obsada pozostałych stanowisk funkcyjnych PKU w latach 1921–1925 | Obsada pozostałych stanowisk funkcyjnych PKU w latach 1921–1925 |
| --------------------------------------------------------------- | --------------------------------------------------------------- | --------------------------------------------------------------- | --------------------------------------------------------------- |
| I referent                                                      | kpt. / mjr piech. Jan Szostakowski                              | do II 1926                                                      | kierownik I referatu administracji rezerw                       |
| II referent                                                     | urzędnik wojsk. X rangi / por. kanc. Józef I Burda              | do II 1926                                                      | kierownik II referatu poborowego                                |
| referent                                                        | urzędnik wojsk. XI rangi Stanisław Kurowski                     |                                                                 | 7 bsan.                                                         |
| oficer instrukcyjny                                             | por. piech. Franciszek II Nowicki                               | do X 1925                                                       | 59 pp                                                           |
| oficer instrukcyjny                                             | por. piech. Franciszek Gutorski                                 | X 1925 – III 1926                                               | 59 pp                                                           |
| oficer ewidencyjny na powiat mogileński                         | urzędnik wojsk. XI rangi Lucjan Strojanowski                    |                                                                 |                                                                 |
| oficer ewidencyjny na powiat inowrocławski                      | urzędnik wojsk. XI rangi Franciszek Giergiel                    | 1 XI 1922 – 29 X 1923                                           | OE Cieszyn PKU Biała Bielsko                                    |
| oficer ewidencyjny na powiat inowrocławski                      | urzędnik wojsk. XI rangi Szymon Mayblum                         | XII 1923 – IV 1924                                              | referent inwalidzki PKU Warszawa Miasto III                     |
| oficer ewidencyjny na powiat inowrocławski                      | por. kanc. Aleksander Ludwik Ostrowski                          | do 15 XII 1925                                                  | kierownik kancelarii 26 DP                                      |
| oficer ewidencyjny na powiat strzelneński                       | urzędnik wojsk. XI rangi / por. kanc. Michał Hübner             | VII 1923 – II 1926                                              | referent                                                        |
| Obsada pozostałych stanowisk funkcyjnych PKU w latach 1926–1938 |                                                                 |                                                                 |                                                                 |
| kierownik I referatu administracji rezerw i zastępca komendanta | mjr piech. Jan Szostakowski                                     | II – IX 1926                                                    | komendant PKU Święciany                                         |
| kierownik I referatu administracji rezerw i zastępca komendanta | kpt. kanc. Wacław Zabłocki                                      | od IX 1926                                                      |                                                                 |
| kierownik I referatu administracji rezerw i zastępca komendanta | mjr piech. Jan Czapracki                                        | od IX 1927                                                      |                                                                 |
| kierownik I referatu administracji rezerw i zastępca komendanta | kpt. kanc. Alfred Bernard Farny                                 | od XII 1929                                                     |                                                                 |
| kierownik I referatu administracji rezerw i zastępca komendanta | kpt. piech. Jan I Mikołajczak                                   | 1932 – 31 XII 1934                                              | stan spoczynku                                                  |
| kierownik II referatu poborowego                                | por. kanc. Józef I Burda                                        | od II 1926                                                      |                                                                 |
| kierownik II referatu poborowego                                | kpt. kanc. Marian Sokulski                                      | od 1 I 1927                                                     |                                                                 |
| kierownik II referatu poborowego                                | por. kanc. Stanisław Zalfresso-Jundziłło                        | XII 1929 – 1 VIII 1932                                          | praktyka u płatnika 59 pp                                       |
| kierownik II referatu poborowego                                | kpt. piech. Franciszek Rogowski                                 | 1932 – po VI 1935                                               | kierownik II referatu KRU Włocławek                             |
| kierownik II referatu poborowego                                | kpt. piech. Stefan Nyka                                         | 1937 – VI 1938                                                  | kierownik II referatu KRU                                       |
| referent                                                        | por. kanc. Michał Hübner                                        | II 1926 – †12 I 1927                                            |                                                                 |
| referent                                                        | por. kanc. Kazimierz Jencz                                      | od IV 1927                                                      |                                                                 |
| referent inwalidzki                                             | por. kanc. Tadeusz Stadnicki                                    | od II 1926                                                      |                                                                 |
| Obsada pozostałych stanowisk funkcyjnych KRU w latach 1938–1939 |                                                                 |                                                                 |                                                                 |
| kierownik I referatu ewidencji                                  | kpt. adm. (piech.) Wojciech Szelmeczka                          | był w III 1939                                                  |                                                                 |
| kierownik II referatu uzupełnień                                | kpt. adm. (piech.) Stefan Nyka                                  | był w III 1939                                                  | †1940 Charków                                                   |